# مشاهدة الناس

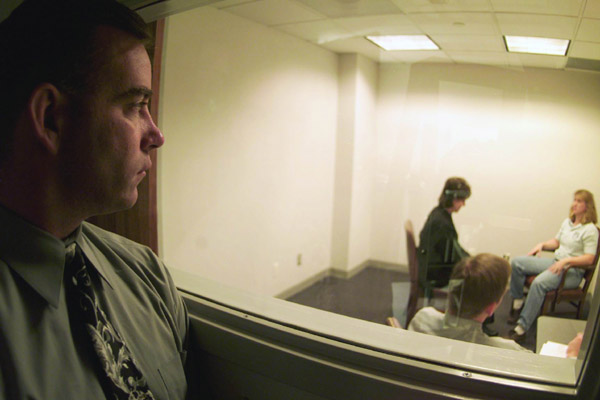
صورة لشخص يشاهد الناس و يراقب تصرفاتهم دون علمهم.

مشاهدة الناس أو مشاهدة الحشود هو نشاط يتضمن مراقبة الناس وتفاعلاتهم اليومية، عادةً من دون عِلمهم. وينطوى بشكل عام على ملاحظة العادات الغريبة أو الفريدة عند الأشخاص من أجل محاولة تخمين قصصهم الشخصية. ويتضمن أيضًا ملاحظة أسلوب الحديث والتفاعلات الاجتماعية ولغة الجسد والتعابير وأسلوب اللبس والنشاطات اليومية بشكل عام. قد يصاحب التنصت هذا النشاط، بالرغم من عدم اعتباره جزءًا مهمًا. بالنسبة لبعض الناس يعد هذا النشاط مجرد هواية، بينما بالنسبة للعديد يعتبر هذا نشاطًا يمارسونه كل يوم من دون وعي ومن دون إدراك.
لا يجوز الخلط بين مشاهدة الناس ومراقبة الطبيعة، حيث تستخدم مراقبة الطبيعة في مجال البحث العلمي، بينما مشاهدة الناس هو نشاط عفوي يُمارس للاسترخاء أو لخلق الإلهام المطلوب لإنتاج بعض الأعمال الأدبية وما شابهها. أيضًا، لا يجوز الخلط بين مشاهدة الناس وتصوير الشارع، فبينما يعد مشاهدة الناس نشاط ضروري بالنسبة لمصوري الشوارع، إلا أنهم يقومون به بهدف التقاط الصور لأغراض فنية أو وثائقية. يجب أن يخضع نشاط مشاهدة الناس اللائق لأعراف المجتمع المتعلقة بالخصوصية وأن يكون أخلاقيًا حيث لا يحط من كرامة الأفراد.